# Thúri Farkas Pál
Thúri Farkas Pál (Mezőtúr, ? – Abaújszántó, 1571. december 1.) református egyházi író. Thuri György tolnai iskolaigazgató apja.

## Élete
Szülővárosában tanult, és tanított is itt, majd 1555-től a wittenbergi egyetemre járt, a magyar coetus alapító tagja volt.
1557-től Tolnán, 1558-tól pedig Sárospatakon rektor, 1560–1561-ben Sajószentpéteren prédikátor volt.
1563-ban mint a helvét irány egyik kezdeményezőjét evangélikus földesura, Perényi Gábor Wittenbergbe és Lipcsébe küldte teológusok véleményét kérni. A kedvezőtlen válasz és a füzéri hitvita (1564) után Thúri Farkas Pál elmenekült, Biharon lett lelkész. Részt vett az erdélyi antitrinitáriusok elleni küzdelemben. 1569-ben Abaújszántón ő volt első pap; az itteni templomban temették el. A török hódoltság egyházi viszonyairól szóló latin levelét Bocatius János (1613) és Szenczi Molnár Albert (1616) adta ki. Híres latin disztichonja Kálvin Institutiójáról.

## Műve
- Idea christianorum Hungarorum - Kathona Géza, Fejezetek a török hódoltsági reformáció történetéből (1974)